# 255
255是254与256之间的自然数。

## 在数学中
- 合數，正因數有1、3、5、15、17、51、85和255。
質因數分解為{\displaystyle 3\times 5\times 17}。
- 虧數，真因數和為177，虧度為78。
- 不尋常數，大於平方根的質因數為17。
- 無平方數因數的數。
- 第25個楔形數。前一個為246、下一個為258。
- 第29個十进制的自我數。前一個為244、下一個為266。
- 十进制的奢侈數。
- 正二百五十五邊形為第34個可作圖多邊形。前一個為240、下一個為256。
- 梅森數（255 = 28 - 1）
  - 第4个非素数的梅森数。
  - 在二进制（11111111）、四进制（3333）和十六进制（FF）裡是纯位数。
- 無平方數因數的數
- {\displaystyle 10\times 255\pm 1}是孿生質數

## 在人類文化中
- 是美國55號州際公路的補助線

## 在其他領域中
- 西元255年和前255年
- RGB24位元模式，用紅色、綠色和藍色強度的三個8位元無符號整數0到255來指定，其中（255,255,255）是白色
- JR東日本255系電力動車組